# Distrito de Lieja
El Distrito de Huy (en francés: Arrondissement de Liège; en neerlandés: Arrondissement Luik) es uno de los cuatro distritos administrativos de la Provincia de Lieja, Bélgica. 
Posee la doble condición de distrito administrativo y judicial. El distrito judicial de Lieja, también comprende los municipios de Berloz, Crisnée, Donceel, Faimes, Fexhe-le-Haut-Clocher, Geer, Oreye, Remicourt y Waremme, pertenecientes al distrito de Waremme. En cambio, el municipio de Comblain-au-Pont, perteneciente al distrito de Lieja, depende judicialmente del distrito de Huy.

## Lista de municipios
- Ans
- Awans
- Aywaille
- Beyne-Heusay
- Bassenge
- Blegny
- Chaudfontaine
- Comblain-au-Pont
- Dalhem
- Esneux
- Flémalle
- Fléron
- Grâce-Hollogne
- Herstal
- Juprelle
- Lieja
- Neupré
- Oupeye
- Saint-Nicolas
- Seraing
- Soumagne
- Sprimont
- Trooz
- Visé

- Datos: Q94000